# Joseph d’Arbaud
Joseph d’Arbaud (Meyrargues, 1874. október 4. – Aix-en-Provence, 1950. március 2.) francia költő.

## Életrajza

### Korai évei
Arisztokrata családba született. Apja Philippe d’Arbaud, anyja Marie-Louise Valère-Martin. Avignon-ban járt jezsuita iskolába, később jogot hallgatott Aix-en-Provence egyetemén.

### Pályája
Néhány évet Aix-en-Provence fiatal írói közt töltött, majd a Camargue vidékre ment és bika-csordákkal foglalkozott. 1918-ban  a Félibrige egyik fő alakjává lett. Ez irodalmi–kulturális társaság volt, amelyet Frédéric Mistral (1830–1914) és más provanszál írók alapítottak az okcitán nyelv (langue d’oc) és irodalom támogatására.

### Halála
Aix-en-Provence városában hunyt el, 1950. március 2-án.

## Művei
- La bête du Vaccarès (A Vaccares bestiája) okcitán nyelven [2]

## Fordítás
- Ez a szócikk részben vagy egészben  a   Joseph_d'Arbaud című angol Wikipédia-szócikk ezen változatának fordításán alapul.  Az eredeti cikk szerkesztőit annak laptörténete sorolja fel. Ez a jelzés csupán a megfogalmazás eredetét és a szerzői jogokat jelzi, nem szolgál a cikkben szereplő információk forrásmegjelöléseként.